# Jovita
Jovita is een plaats in het Argentijnse bestuurlijke gebied  General Roca in de provincie Córdoba. De plaats telt 4,056 inwoners.

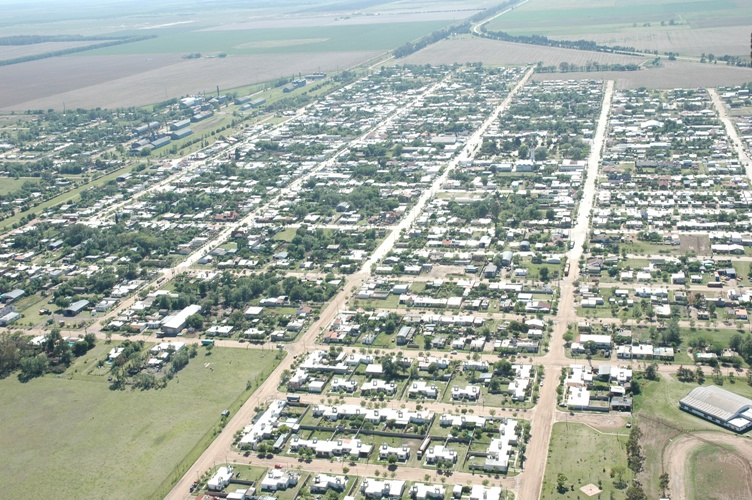